# Euploea superbus
Euploea superbus är en fjärilsart som beskrevs av Herbst 1793. Euploea superbus ingår i släktet Euploea och familjen praktfjärilar. Inga underarter finns listade i Catalogue of Life.